# Станар (филм)
Станар (фр. Le locataire) француски је психолошки хорор филм из 1976. године, редитеља и сценаристе Романа Поланског, који тумачи и главну улогу. У споредним улогама су Изабел Ађани, Мелвин Даглас, Џо ван Флит, Шели Винтерс и Лила Кедрова. Филм је рађен по истоименом роману Ролана Топора. Представља последњи део незваничне трилогије Романа Поланског, Апартман, коме су претходили Одвратност (1965) и Розмарина беба (1968).
Премијера је била на Филмском фестивалу у Кану. У Француској је продато 534.637 улазница, а укупна зарада филма износила је 5,1 милиона долара. Иако су иницијалне реакције критичара биле веома негативне, Станар је временом постао култни класик. Критичари данас често пореде атмосферу из филма са Не окрећи се (1973) и Исијавањем (1980), а може се уочити и утицај дела Франца Кафке. С друге стране, Станар је имао утицаја на бројне блокбастере, као што је Борилачки клуб (1999).

## Радња
Трелковски, тих и неприметан човек, изнајмљује стан у Паризу чија је претходна станарка, египтолошкиња Симона Шул, покушала да изврши самоубиство бацивши се кроз прозор на стакло испод, у згради на адреси Улица Кале 39. Пре него што се званично усели, упознаје кућепазитељку која му показује стан, али и место где је Симона пала. Нико не може да схвати зашто је Симона била суицидна. Трелковски посећује Симону у болници, али је затиче потпуно завијену у завоје и неспособну да говори. Док је поред Симониног кревета, Трелковски упознаје њену пријатељицу Стелу. Стела је преплављена емоцијама и почиње да разговара са Симоном, која се окреће ка посетиоцима и испушта монструозан крик. Главна медицинска сестра инсистира да оду, јер је већ обавестила Трелковског да не сме да разговара са Симоном. Трелковски покушава да утеши Стелу, али се не усуђује да јој каже да никада није познавао Симону, већ се претвара да је њен пријатељ. Одлазе заједно на пиће и у биоскоп, где се милују. Испред биоскопа се растају. Касније, Трелковски зове болницу да се распита о Симони и сазнаје да је умрла.
Док Трелковски живи у стану, комшије и станодавац, господин Зи, непрестано га опомињу због журке коју је приредио са пријатељима, наводно због жене коју је довео, прављења превелике буке и одбијања да потпише петицију против једне комшинице. Трелковски покушава да се прилагоди ситуацији, али га стан и остали станари све више узнемиравају. Често види комшије како непомично стоје у заједничком тоалету (који може видети са свог прозора) и открива рупу у зиду са зубом сакривеним унутра. О томе разговара са пријатељима, који му се подсмевају јер не сме да се супротстави комшијама. Посећује стан једног пријатеља са посла, који намерно пушта музику веома гласно. Комшија љубазно моли да се музика смањи, јер му је супруга болесна и покушава да спава. Трелковски смањује музику, али његов пријатељ одговара да ће пуштати шта хоће и да га није брига за комшијину болесну жену.
Трелковског посећује Жорж Бадар, који је у тајности волео Симону и који није знао да је умрла. Трелковски га обавештава о њеној смрти и покушава да га утеши, па проводе вече заједно. Касније добија разгледницу коју је Бадар послао пре него што је сазнао да је Симона умрла. У оближњем кафеу који је и Симона посећивала, препознају га као новог станара њеног стана. Власник инсистира да Трелковски наручи оно што је Симона обично наручивала, што му од тада увек служе, иако он то не жели. Уместо својих омиљених цигарета, Голоаз, почиње да купује Марлборо, које је Симона пушила.
Трелковски постаје озбиљно узнемирен након што му неко провали у стан. Комшије и кућепазитељка настављају да га опомињу због буке, а станодавац му прети да не сме да обавести полицију о провали. Патећи од грознице и кошмара, једног јутра се буди нашминкан. Купује перику и женске ципеле, облачи Симонину хаљину коју је пронашао у орману и седи непомично у свом стану током ноћи. Убеђен је да Зи и комшије покушавају да га претворе у Симону како би и он извршио самоубиство. Постаје све параноичнији, понаша се непријатељски према пријатељима, ошамари једно дете у парку и доживљава халуцинације. Код Стеле тражи утеху, али ујутру вандализује њен стан, верујући да је и она део завере.
Увече га аутомобилом удара старији брачни пар. Није озбиљније повређен, а доктор му даје седатив због чудног понашања – Трелковски доживљава стари брачни пар као свог станодавца Зија и његову жену, оптужујући их за покушај убиства. Пар га враћа у његов стан. Помахнитали Трелковски се поново облачи као Симона и баца се кроз прозор у истом маниру као она, пред, како му се чини, аплаудирајућом и одушевљеном публиком састављеном од његових комшија. Покушај самоубиства буди комшије, које зову полицију и покушавају да га задрже. Он од њих бежи назад у свој стан и неколико тренутака након доласка полиције поново скаче кроз прозор.
У последњој сцени, Трелковски је завијен у завоје као Симона Шул, у истом болничком кревету. Из његове перспективе се приказује посета Симони коју је раније обавио са Стелом. Трелковски затим испушта монструозан крик, као што је Симона урадила раније.

## Улоге
| Глумац           | Улога                |
| ---------------- | -------------------- |
| Роман Полански   | Трелковски           |
| Изабел Ађани     | Стела                |
| Мелвин Даглас    | господин Зи          |
| Џо ван Флит      | госпођа Диоз         |
| Бернард Фресон   | Скоп                 |
| Руфус            | Жорж Бадар           |
| Шели Винтерс     | кућепазитељка        |
| Лила Кедрова     | мадам Гадеријан      |
| Патрис Александр | Роберт               |
| Ромен Бутеј      | Симон                |
| Јосаин Баласко   | Вивијан              |
| Клод Дофен       | муж на месту несреће |
| Клод Пјепли      | погребник            |
| Жак Моно         | власник кафића       |
| Жан-Пјер Багот   | полицајац            |
| Жак Росни        | Жан-Клод             |
| Мишел Бланк      | Скопов комшија       |
| Ево Јонеско      | Бетина               |
| Алберт Делпи     | комшија              |